# Richard Ringer
Richard Ringer, född 27 februari 1989, är en tysk långdistanslöpare.

## Karriär
Ringer tävlade för Tyskland vid olympiska sommarspelen 2016 i Rio de Janeiro, där han blev utslagen i försöksheatet på 5 000 meter. Vid olympiska sommarspelen 2020 i Tokyo slutade Ringer på 26:e plats i maraton.
I augusti 2022 vid EM i München tog Ringer guld i maraton efter ett lopp på 2 timmar, 10 minuter och 21 sekunder.